# 金山車站 (北海道)
金山車站（日语：／ Kanayama eki */?）是曾位於北海道空知郡南富良野町字下金山的北海道旅客鐵道（JR北海道）根室本線的鐵路車站。車站編號為T34。電報略號為カナ。由於本站與位於愛知縣名古屋市中區東海道本線及中央本線的金山車站名字相同，因此在綠窗口售賣的車票會以「（根）金山」表示。

## 歷史
- 1900年（明治33年）12月2日 - 以北海道官設鐵道十勝線的車站開始營業。一般車站。
- 1905年（明治38年）4月1日 - 轉移至國有鐵道接管。
- 1966年（昭和41年）9月29日 - 由於興建金山水壩，金山～東鹿越之間由新路線取代。同時廢除位於舊路線之間的鹿越車站。
- 1982年（昭和57年）11月15日 - 廢除貨物及行李處理。
- 1986年（昭和61年）11月1日 - 車站無人化。
- 1987年（昭和62年）4月1日 - 國鐵分割民營化後，由JR北海道繼承。
- 1994年（平成6年）4月1日 - 由北海道旅客鐵道釧路分社改為北海道旅客鐵道總社管轄。

## 車站構造
本站為擁有2個側式月台及2條鐵路路線的地面車站，並設有平交道。此站為無人車站，站內設有自動售票機。旁邊有金山保線區的建築物，但是否仍在運作則不明。本站也設有磚砌危險物品倉庫。

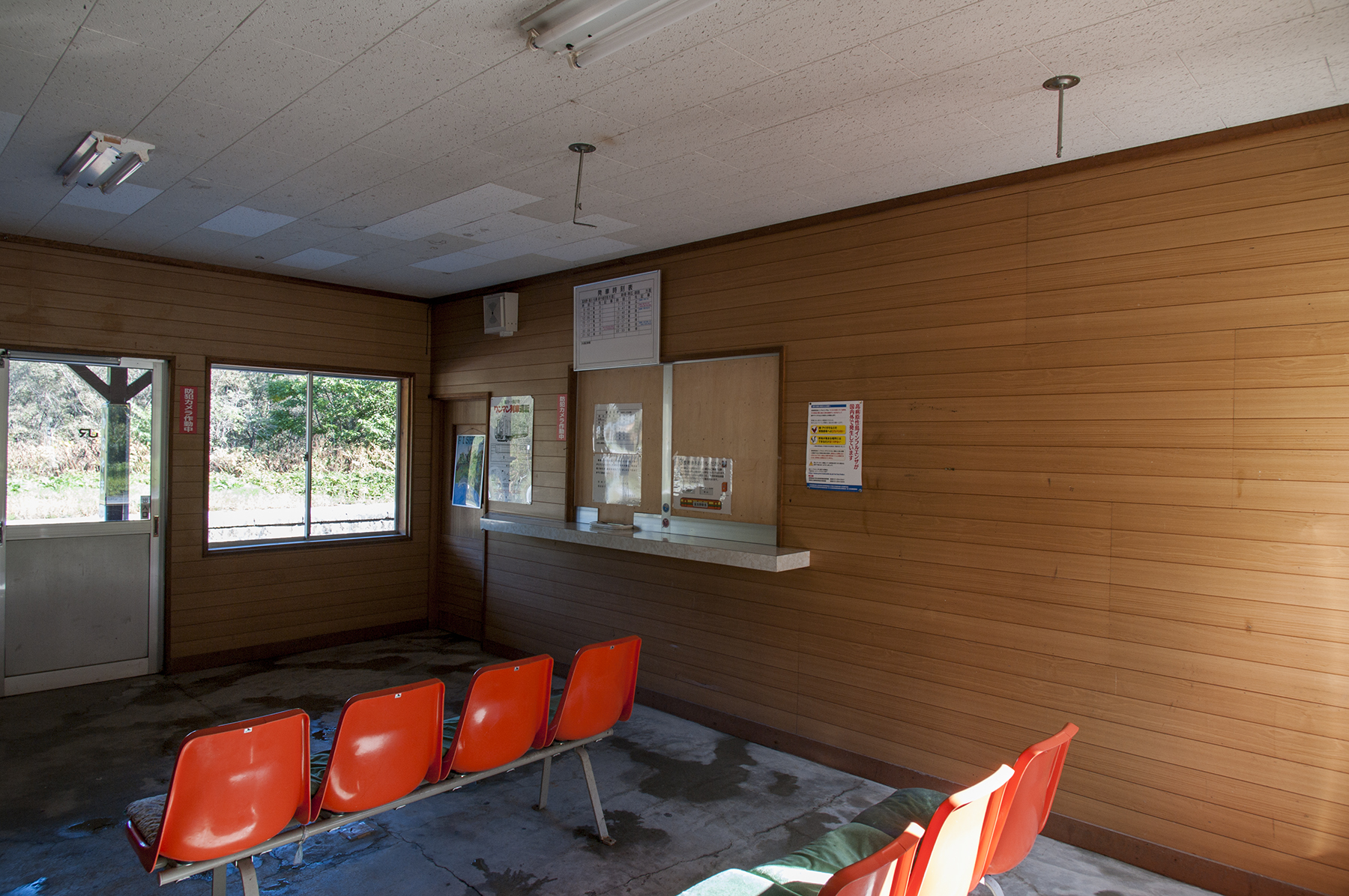
車站內部（2012年10月）
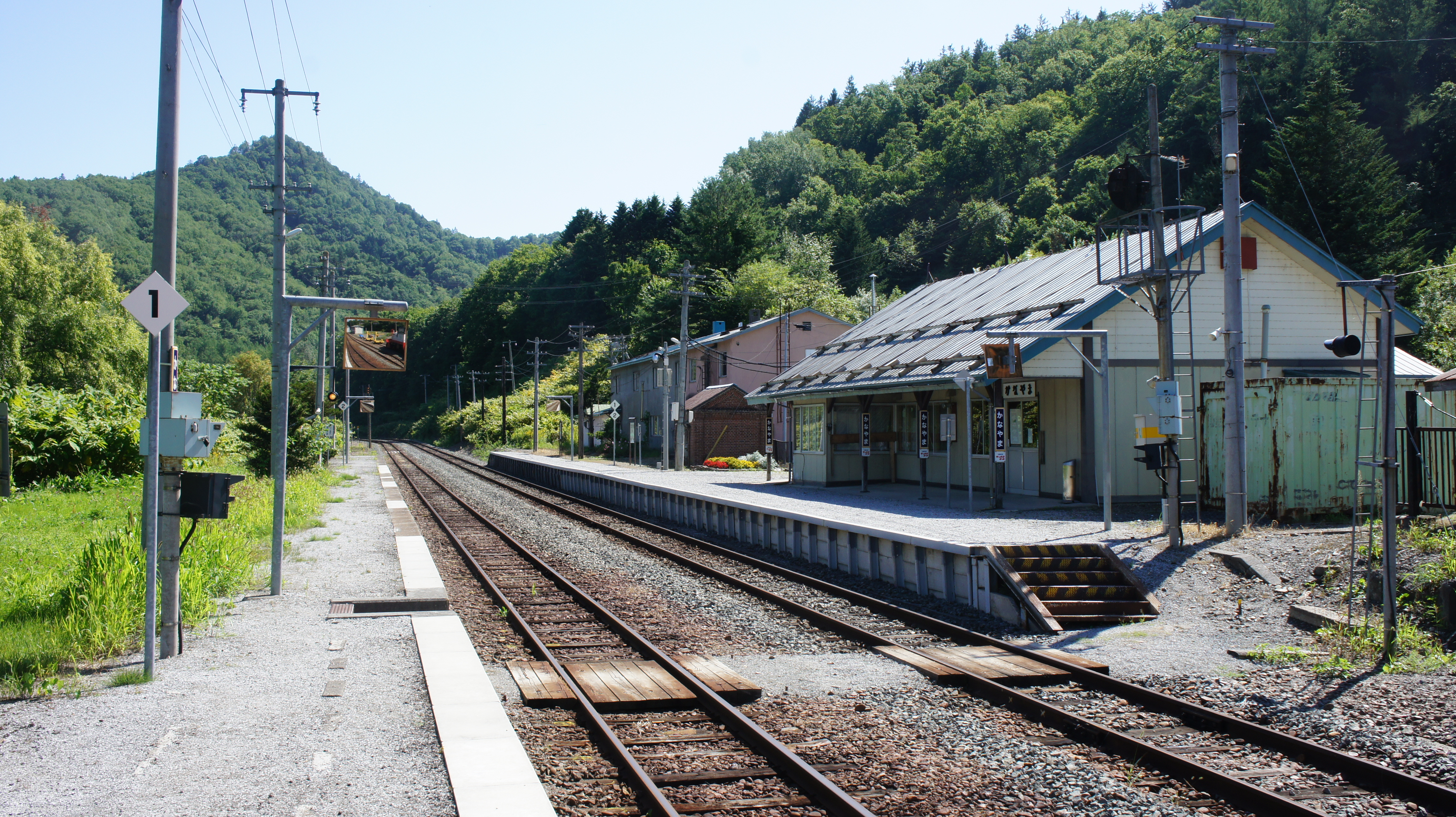
月台（2017年8月）
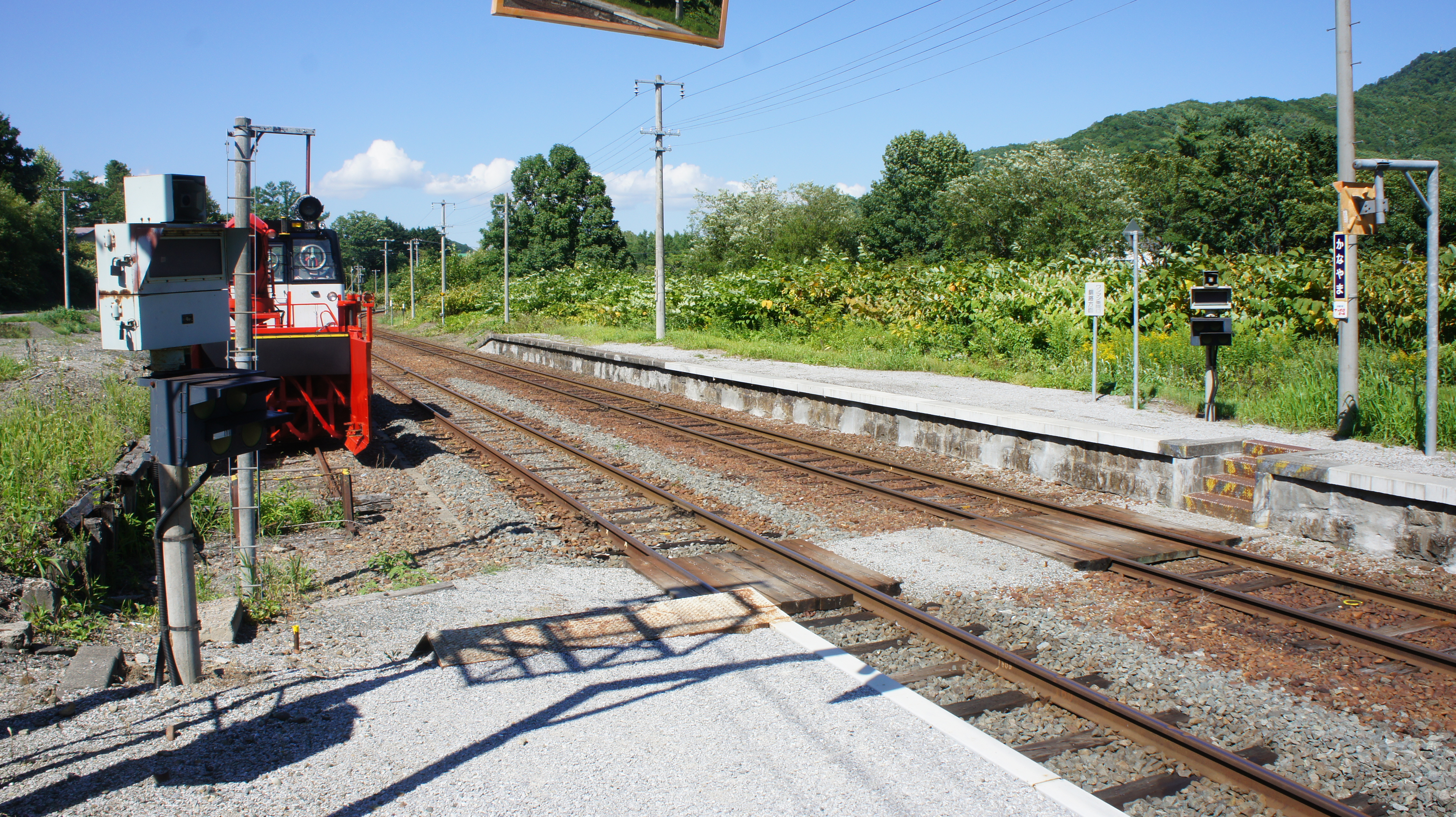
平交道（2017年8月）
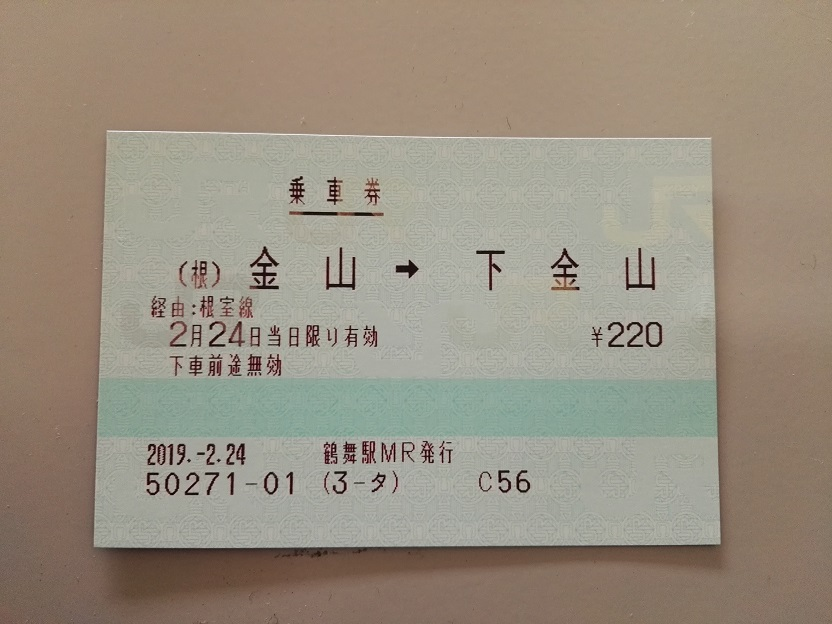
標示「（根）金山」的車票

## 車站周邊
車站周邊有一些商店及住宅。從車站往東行2公里則到達金山湖。
- 國道237號
- 富良野警察署金山派出所
- 金山郵政局
- 占冠村營巴士、南富良野町營循環巴士「金山車站前」站

## 相鄰車站
北海道旅客鐵道（JR北海道）
■根室本線
下金山（T33）－金山（T34）－東鹿越（T35）
- 位於本車站與東鹿越車站之間的鹿越臨時乘降場，於1986年（昭和61年）11月1日被廢除。

## 外部連結
- （日語）金山車站 （页面存档备份，存于）
- （日語）參觀全部車站之旅 （页面存档备份，存于）